# Lista de episódios de Os Feiticeiros de Waverly Place
Segue, abaixo, uma lista de episódios da série Os Feiticeiros de Waverly Place.

## Episódios
| Temporada | Temporada | # Episódios | Exibição Estados Unidos                       | Exibição Brasil                                | Exibição Portugal                               |
| --------- | --------- | ----------- | --------------------------------------------- | ---------------------------------------------- | ----------------------------------------------- |
|           | 1         | 21          | 12 de Outubro de 2007 - 31 de Agosto de 2008  | 11 de Abril de 2008 - 17 de Novembro de 2008   | 20 de Abril de 2008 - 25 de Maio de 2009        |
|           | 2         | 30          | 12 de Setembro de 2008 - 21 de Agosto de 2009 | 2 de Fevereiro de 2009 - 31 de Outubro de 2009 | 20 de Fevereiro de 2009 - 23 de Janeiro de 2010 |
|           | Filme     | Filme       | 28 de Agosto de 2009                          | 25 de Outubro de 2009                          | 17 de Outubro de 2009                           |
|           | 3         | 28          | 9 de Outubro de 2009 - 15 de Outubro de 2010  | 14 de Março de 2010 - 26 de Novembro de 2010   | 8 de Março de 2010 - 4 de Março de 2011         |
|           | 4         | 27          | 12 de Novembro de 2010 - 6 de Janeiro de 2012 | 5 de Março de 2011 - 15 de Janeiro de 2012     | 2 de Maio de 2011 - 23 de Março de 2012         |
|           | Especial  | Especial    | 15 de Março de 2013                           | 9 de Junho de 2013                             | 7 de Junho de 2013                              |

## Elenco
| Nome                 | Personagem    | N° de Episódios Presente | N° de Episódios Ausente | Especial para TV |
| -------------------- | ------------- | ------------------------ | ----------------------- | ---------------- |
| Selena Gomez         | Alex Russo    | 106                      | 0                       | Participa        |
| David Henrie         | Justin Russo  | 105                      | 1                       | Não Participa    |
| Jake T. Austin       | Max Russo     | 95                       | 12                      | Participa        |
| Jennifer Stone       | Harper Finkle | 92                       | 15                      | Participa        |
| Maria Canals Barrera | Thereza Russo | 84                       | 23                      | Participa        |
| David DeLuise        | Jerry Russo   | 92                       | 15                      | Participa        |

## 1ª temporada: 2007-2008
- A temporada é composta por 21 episódios
- Essa temporada tem o primeiro episodio perdido.

### Elenco
- Selena Gomez e David Henrie estão em todos os episódios.
- Jake T. Austin está ausente em um episódio.
- Maria Canals Barrera e David DeLuise estão ausentes em dois episódios.
- Jennifer Stone está ausente em nove episódios.

### Episódios
| Nº Série | Nº Temporada | Títulos                                                                                    | Diretor(es)     | Roteirista(s)                           | Datas de exibição                           | Cód. de produção | Audiência Original (em milhões) |
| -------- | ------------ | ------------------------------------------------------------------------------------------ | --------------- | --------------------------------------- | ------------------------------------------- | ---------------- | ------------------------------- |
| 1        | 1            | "A Liquidação Maluca dos 10 Minutos" "Crazy 10-Minute Sale"                                | Fred Savage     | Todd J. Greenwald                       | 12 de Outubro de 2007 15 de Abril de 2008   | 102              | 5.9                             |
| 2        | 2            | "Primeiro Beijo" "First Kiss"                                                              | Joe Regalbuto   | Vince Cheung Ben Montanio               | 19 de Outubro de 2007 17 de Abril de 2008   | 104              | 4.8                             |
| 3        | 3            | "Eu Quase Me Afoguei em uma Fonte de Chocolate" "I Almost Drowned in a Chocolate Fountain" | Joe Regalbuto   | Gigi McCreery Perry Rein                | 26 de Outubro de 2007 18 de Abril de 2008   | 105              | 3.7                             |
| 4        | 4            | "Nova Funcionária" "New Employee"                                                          | Bob Berlinger   | Peter Murrieta                          | 2 de Novembro de 2007 21 de Abril de 2008   | 107              | N/A                             |
| 5        | 5            | "Noite Desencantada" "Disenchanted Evening"                                                | Mark Cendrowski | Jack Sanderson                          | 9 de Novembro de 2007 25 de Abril de 2008   | 114              | 4.6                             |
| 6        | 6            | "Você Não Pode Dirigir o Tapete" "You Can't Always Get What You Carpet"                    | Fred Savage     | Peter Murrieta                          | 10 de Novembro de 2007 11 de Abril de 2008  | 101              | 4.0                             |
| 7        | 7            | "A Escolha da Alex" "Alex's Choice"                                                        | Bob Berlinger   | Matt Goldman                            | 16 de Novembro de 2007 22 de Abril de 2008  | 109              | N/A                             |
| 8        | 8            | "Pare Seu Dragão" "Curb Your Dragon"                                                       | Bob Berlinger   | Gigi McCreery Perry Rein                | 30 de Novembro de 2007 23 de Abril de 2008  | 108              | N/A                             |
| 9        | 9            | "Filmes" "Movies"                                                                          | Mark Cendrowski | Justin Varava                           | 14 de Dezembro de 2007 24 de Abril de 2008  | 113              | N/A                             |
| 10       | 10           | "Me Esprema e Nós Dois Nos Daremos Mal" "Pop Me and We Both Go Down"                       | Bob Berlinger   | Vince Cheung Ben Montanio               | 6 de Janeiro de 2008 16 de Abril de 2008    | 103              | N/A                             |
| 11       | 11           | "Poção da Emoção" "Potion Commotion"                                                       | Bob Berlinger   | Todd J. Greenwald                       | 10 de Fevereiro de 2008 2 de Maio de 2008   | 110              | N/A                             |
| 12       | 12           | "A Irmãzinha do Justin" "Justin's Little Sister"                                           | Andrew Tsao     | Eve Weston                              | 9 de Março de 2008 9 de Maio de 2008        | 117              | 5.7                             |
| 13       | 13           | "Escola de Magia, Parte 1" "Wizard School, Part 1"                                         | Mark Cendrowski | Vince Cheung Ben Montanio               | 6 de Abril de 2008 4 de Junho de 2008       | 111              | 3.9                             |
| 14       | 14           | "Escola de Magia, Parte 2" "Wizard School, Part 2"                                         | Mark Cendrowski | Gigi McCreery Perry Rein                | 6 de Abril de 2008 11 de Junho de 2008      | 112              | 3.9                             |
| 15       | 15           | "O Sobrenatural" "The Supernatural"                                                        | Mark Cendrowski | Matt Goldman                            | 18 de Maio de 2008 26 de Setembro de 2008   | 115              | N/A                             |
| 16       | 16           | "Alex no Meio" "Alex in the Middle"                                                        | Bob Berlinger   | Matt Goldman                            | 15 de Junho de 2008 21 de Setembro de 2008  | 106              | N/A                             |
| 17       | 17           | "Boletim" "Report Card"                                                                    | Andrew Tsao     | Gigi McCreery Perry Rein Peter Murrieta | 29 de Junho de 2008 26 de Setembro de 2008  | 118              | N/A                             |
| 18       | 18           | "Checagem de Mérito" "Credit Check"                                                        | Fred Savage     | Todd J. Greenwald                       | 6 de Julho de 2008 14 de Agosto de 2008     | 121              | N/A                             |
| 19       | 19           | "Plano de Primavera da Alex" "Alex's Spring Fling"                                         | Victor Gonzalez | Matt Goldman                            | 20 de Julho de 2008 21 de Agosto de 2008    | 119              | N/A                             |
| 20       | 20           | "Quinceañera" "Quinceañera"                                                                | Victor Gonzalez | Gigi McCreery Perry Rein                | 10 de Agosto de 2008 28 de Agosto de 2008   | 116              | 3.7                             |
| 21       | 21           | "Peça do Museu de Arte" "Art Museum Piece"                                                 | Victor Gonzalez | Vince Cheung Ben Montanio               | 31 de Agosto de 2008 17 de Novembro de 2008 | 120              | N/A                             |

## 2ª Temporada: 2008 - 2009
- A temporada possui 30 episódios.
- A temporada estreou na Rede Globo em 13 de Junho de 2011.
- Selena Gomez e David Henrie estão presentes em todos os episódios.
- Jake T. Austin está ausente em um episódio.
- Jennifer Stone está ausente em três episódios.
- Maria Canals Barrera está auesente em sete episódios.
- David DeLuise está ausente em cinco episódios.

| Nº Série | Nº Temporada | Títulos                                                                             | Diretor(es)     | Roteirista(s)               | Datas de exibição                             | Cód. de produção | Audiência E.U.A. (em milhões) |
| -------- | ------------ | ----------------------------------------------------------------------------------- | --------------- | --------------------------- | --------------------------------------------- | ---------------- | ----------------------------- |
| 22       | 1            | "Calça Esperta" "Smarty Pants"                                                      | Victor Gonzalez | Todd J. Greenwald           | 12 de Setembro de 2008 2 de Fevereiro de 2009 | 201              | 4.8                           |
| 23       | 2            | "Cuidado com o Lobo" "Beware Wolf"                                                  | Victor Gonzalez | Vince Cheung Ben Montanio   | 21 de Setembro de 2008 22 de Março de 2009    | 202              | 4.0                           |
| 24       | 3            | "Romance Gráfico" "Graphic Novel"                                                   | Mark Cendrowski | Gigi McCreery Perry Rein    | 5 de Outubro de 2008 16 de Fevereiro de 2009  | 203              | 3.9                           |
| 25       | 4            | "Correndo" "Racing"                                                                 | Victor Gonzalez | Justine Bateman             | 12 de Outubro de 2008 23 de Fevereiro de 2009 | 204              | 4.3                           |
| 26       | 5            | "O Irmão da Alex, Maximan" "Alex's Brother, Maximan"                                | Victor Gonzalez | Matt Goldman                | 19 de Outubro de 2008 2 de Março de 2009      | 205              | 3.7                           |
| 27       | 6            | "Salvando a FeitiçoTech, Parte 1" Saving WizTech, Part 1"                           | Bob Berlinger   | Peter Murrieta              | 26 de Outubro de 2008 6 de Abril de 2009      | 208              | 4.5                           |
| 28       | 7            | "Salvando a FeitiçoTech, Parte 2" Saving WizTech, Part 2"                           | Bob Berlinger   | Peter Murrieta              | 26 de Outubro de 2008 13 de Abril de 2009     | 209              | 4.9                           |
| 29       | 8            | "Harper Sabe" "Harper Knows"                                                        | Victor Gonzalez | Gigi McCreery Perry Rein    | 23 de Novembro de 2008 9 de Março de 2009     | 206              | 4.6                           |
| 30       | 9            | "Dança do Táxi" "Taxi Dance"                                                        | Mark Cendrowski | Peter Murrieta              | 7 de Dezembro de 2008 16 de Março de 2009     | 207              | 4.1                           |
| 31       | 10           | "Bebê Cupido" "Baby Cupid"                                                          | Bob Berlinger   | Vince Cheung Ben Montanio   | 14 de Dezembro de 2008 23 de Março de 2009    | 210              | 4.1                           |
| 32       | 11           | "Fazer Acontecer" "Make It Happen"                                                  | Bob Koherr      | Justin Varava               | 1 de Janeiro de 2009 30 de Março de 2009      | 211              | 4.6                           |
| 33       | 12           | "Conto de Fadas" "Fairy Tale"                                                       | Bob Koherr      | Gigi McCreery Perry Rein    | 25 de Janeiro de 2009 20 de Abril de 2009     | 213              | 3.4                           |
| 34       | 13           | "Semana da Moda" "Fashion Week"                                                     | Victor Gonzalez | Todd J. Greenwald           | 15 de Fevereiro de 2009 18 de Maio de 2009    | 215              | 3.9                           |
| 35       | 14           | "Mão Ajudante" "Helping Hand"                                                       | Bob Koherr      | Jay Baxter Shaun Zaken      | 16 de Fevereiro de 2009 11 de Maio de 2009    | 217              | 4.5                           |
| 36       | 15           | "Professora de Arte" "Art Teacher"                                                  | Victor Gonzalez | Todd J. Greenwald           | 1 de Março de 2009 25 de Maio de 2009         | 214              | 4.1                           |
| 37       | 16           | "Harper do Futuro" "'Future Harper"                                                 | Bob Koherr      | Matt Goldman Peter Murrieta | 15 de Março de 2009 27 de Abril de 2009       | 212              | 4.1                           |
| 38       | 17           | "Alex Boazinha" "Alex Does Good"                                                    | Guy Distad      | Vince Cheung Ben Montanio   | 5 de Abril de 2009 22 de Junho de 2009        | 219              | 2.7                           |
| 39       | 18           | "Aldo Bragaramba" "Hugh's Not Normous"                                              | Ken Ceizler     | Justin Varava               | 12 de Abril de 2009 8 de Junho de 2009        | 216              | 3.2                           |
| 40       | 19           | "Não Chova Na Parada do Justin - Terra" "Don't Rain On Justin's Parade - Earth"     | Bob Koherr      | Richard Goodman             | 19 de Abril de 2009 25 de Outubro de 2009     | 227              | 4.0                           |
| 41       | 20           | "Noite do Jogo em Família" "Family Game Night"                                      | Bob Koherr      | Gigi McCreery Perry Rein    | 26 de Abril de 2009 15 de Junho de 2009       | 218              | 4.0                           |
| 42       | 21           | "A Nova Namorada do Justin" "Justin's New Girlfriend"                               | Victor Gonzalez | Richard Goodman             | 2 de Maio de 2009 29 de Junho de 2009         | 221              | 4.6                           |
| 43       | 22           | "Minha Tutora, Tutora" "My Tutor, Tutor"                                            | David DeLuise   | Vince Cheung Ben Montanio   | 29 de Maio de 2009 8 de Agosto de 2009        | 226              | 3.7                           |
| 44       | 23           | "Comitê de Pintura" "Paint by Committee"                                            | Bob Koherr      | Peter Dirksen               | 2 de Maio de 2009 29 de Junho de 2009         | 229              | 6.0                           |
| 45       | 24           | "Feiticeiro por um Dia" "Wizard for a Day"                                          | Bob Koherr      | Justin Varava               | 10 de Julho de 2009 25 de Outubro de 2009     | 230              | 4.3                           |
| 46       | 25           | "Lançados para Longe (Para Outra Série)" Cast-Away (To Another Show)"               | Victor Gonzalez | Peter Murrieta              | 17 de Julho de 2009 12 de Fevereiro de 2010   | 220              | 10.6                          |
| 47       | 26           | "Feiticeiros vs. Vampiros em Waverly Place" "Wizards vs. Vampires on Waverly Place" | Victor Gonzalez | Peter Murrieta              | 24 de Julho de 2009 31 de Outubro de 2009     | 223              | 5.0                           |
| 48       | 27           | "Feiticeiros vs. Vampiros: Mordida Saborosa" "Wizards vs. Vampires: Tasty Bites"    | Mark Cendrowski | Justin Varava               | 31 de Julho de 2009 31 de Outubro de 2009     | 224              | 4.8                           |
| 49       | 28           | "Feiticeiros vs. Vampiros: Namoro dos Sonhos" Wizards vs. Vampires: Dream Date"     | Bob Koherr      | Gigi McCreery Perry Rein    | 7 de Agosto de 2009 31 de Outubro de 2009     | 225              | 5.0                           |
| 50       | 29           | "Feiticeiros & Vampiros vs. Zumbis" Wizards & Vampires vs. Zombies"                 | Victor Gonzalez | Gigi McCreery Perry Rein    | 8 de Agosto de 2009 31 de Outubro de 2009     | 228              | 4.7                           |
| 51       | 30           | "Re-Teste" "Retest"                                                                 | Victor Gonzalez | Todd J. Greenwald           | 21 de Agosto de 2009 23 de Julho de 2009      | 222              | 3.9                           |

## Filmes
| # | Título                                                                          | Estreia EUA          | Estreia Brasil        | Estreia Portugal      |
| - | ------------------------------------------------------------------------------- | -------------------- | --------------------- | --------------------- |
| 1 | "Os Feiticeiros de Waverly Place: O Filme" Wizards of Waverly Place: The Movie" | 28 de Agosto de 2009 | 25 de Outubro de 2009 | 17 de Outubro de 2009 |

## 3ª temporada: 2009-2010
- A temporada consiste em 28 episódios (sendo 2 duplos).
- Ela foi filmada entre os dias 9 de Julho de 2009 á 2 de Abril de 2010.
- Selena Gomez e David Henrie estão em todos os episódios.
- Jake T. Austin está ausente em quatro episódios.
- Jennifer Stone e David DeLuise estão ausentes em três episódios.
- Maria Canals Barrera está ausente em seis episódios.

| Nº Série | Nº Temporada | Títulos                                                  | Datas de exibição                            | Cód. de produção | Audiência E.U.A. (em milhões) |
| -------- | ------------ | -------------------------------------------------------- | -------------------------------------------- | ---------------- | ----------------------------- |
| 52       | 1            | "Francristina" "Franken Girl"                            | 9 de Outubro de 2009 15 de Março de 2010     | 301              | 4.6                           |
| 53       | 2            | "Halloween" Halloween"                                   | 16 de Outubro de 2009 16 de Março de 2010    | 302              | 4.5                           |
| 54       | 3            | "Caçador de Monstros" "Monster Hunter"                   | 23 de Outubro de 2009 22 de Março de 2010    | 303              | 4.3                           |
| 55       | 4            | "Três Monstros" "Three Monsters"                         | 30 de Outubro de 2009 23 de Março de 2010    | 304              | 4.4                           |
| 56       | 5            | "Uma Noite no Lazerama" "A Night at the Lazerama"        | 6 de Novembro de 2009 24 de Março de 2010    | 306              | 4.7                           |
| 57       | 6            | "Casa de Boneca" "Doll House"                            | 20 de Novembro de 2009 17 de Março de 2010   | 305              | 4.1                           |
| 58       | 7            | "Amy Precisa de um Chá de Bebê" "Amy Need a Baby Shower" | 4 de Dezembro de 2009 18 de Março de 2010    | 307              | 4.2                           |
| 59       | 8            | "Alex Positiva" "Alex Positive"                          | 15 de Janeiro de 2010 17 de Abril de 2010    | 313              | 3.9                           |
| 60       | 9            | "Lanchando no Ritmo" "Snacking Rhythm"                   | 22 de Janeiro de 2010 14 de Março de 2010    | 314-315          | 6.2                           |
| 61       | 10           | "Alex Positiva" "Positive Alex"                          | 26 de Fevereiro de 2010 25 de Março de 2010  | 308              | 3.6                           |
| 62       | 11           | "Excluída" "Excluded"                                    | 19 de Março de 2010 2 de Agosto de 2010      | 309              | 3.3                           |
| 63       | 12           | "Parecendo a Shakira" "Dude Looks Like Shakira"          | 16 de Abril de 2010 28 de Março de 2010      | 317              | 3.5                           |
| 64       | 13           | "Coma para a Batida" "Eat to the Beat"                   | 30 de Abril de 2010 10 de Abril de 2010      | 310              | 3.3                           |
| 65       | 14           | "Terceira Roda" "Third Wheel"                            | 30 de Abril de 2010 10 de Abril de 2010      | 311              | 3.6                           |
| 66       | 15           | "O Bom, o Mal e a Alex" "The Good, the Bad and the Alex" | 7 de Maio de 2010 3 de Agosto de 2010        | 312              | 3.5                           |
| 67       | 16           | "Show Ocidental" "Western Show"                          | 14 de Maio de 2010 17 de Abril de 2010       | 316              | 3.6                           |
| 68       | 17           | "O Logotipo da Alex" "Alex's Logo"                       | 21 de Maio de 2010 4 de Agosto de 2010       | 318              | 3.7                           |
| 69       | 18           | "Papai está Incomodando por Fora" "Dad's Buggin' Out"    | 4 de Junho de 2010 5 de Agosto de 2010       | 319              | 3.4                           |
| 70       | 19           | "A Namorada Secreta do Max" "Max's Secret Girlfriend"    | 11 de Junho de 2010 8 de Agosto de 2010      | 321              | 3.2                           |
| 71       | 20           | "Alex Russo, Casamenteira?" "Alex Russo, Matchmaker?"    | 2 de Julho de 2010 9 de Agosto de 2010       | 322              | 3.3                           |
| 72       | 21           | "Justin Deliquente" "Delinquent Justin"                  | 16 de Julho de 2010 10 de Agosto de 2010     | 323              | 3.5                           |
| 73       | 22           | "Capitão Jim Bob Sherwood" "Captain Jim Bob Sherwood"    | 23 de Julho de 2010 12 de Agosto de 2010     | 320              | 3.4                           |
| 74       | 23           | "Russos Vs. Finkles" "Russos Vs. Finkles"                | 30 de Julho de 2010 5 de Novembro de 2010    | 325              | 3.7                           |
| 75       | 24           | "Tudo Sobre Seu-Niverso" "All About You-Niverse"         | 20 de Agosto de 2010 5 de Novembro de 2010   | 326              | 4.3                           |
| 76       | 25           | "Tio Ernesto" "Uncle Ernesto"                            | 27 de Agosto de 2010 12 de Novembro de 2010  | 327              | 3.4                           |
| 77       | 26           | "Em Movimento" "Moving On"                               | 10 de Setembro de 2010 31 de Outubro de 2010 | 324              | 4.5                           |
| 78       | 27           | "Feiticeiros Desencandeados" "Wizards Unleashed"         | 1º de Outubro de 2010 19 de Novembro de 2010 | 329-330          | 5.2                           |
| 79       | 28           | "Feiticeiros Expostos" "Wizards Exposed"                 | 15 de Outubro de 2010 26 de Novembro de 2010 | 328              | 3.9                           |

## 4ª Temporada: 2010 - 2011
- A temporada foi filmada de 30 de Agosto de 2010 à 13 de Maio de 2011.
- Selena Gomez, David Henrie & Jennifer Stone,  estão presentes em todos os episódios até agora.
- David DeLuise está ausente por três episódios.(11,14 e 22)
- Maria Canals Barrera está ausente em sete episódios episódios.(3,11,14,20,22,23 e 24)
- Jake T. Austin está ausente por seis episódios.(6,7,8,9,22 e 23)
- Bailee Madison participa de seis episódios como a versão feminina de Max, Maxine.
- Nesta Temporada a abertura da série é mudada. Com a mesma música, a abertura da série é mudada para o ritmo remix.
- A Temporada estreia no Brasil depois de uma maratona apresentada por Jennifer Stone e Jake T. Austin, intitulada O Mundo da Alex no dia 5 de Março de 2011.

| #   | # T. | Título                                                                 | Estreias                                     | Código de produção | Audiência Original (em milhões) |
| --- | ---- | ---------------------------------------------------------------------- | -------------------------------------------- | ------------------ | ------------------------------- |
| 80  | 1    | "Alex Conta ao Mundo" "Alex Tells The World"                           | 12 de Novembro de 2010 5 de Março de 2011    | 401                | 4.1                             |
| 81  | 2    | "Alex Desiste" "Alex Gives Up"                                         | 27 de Novembro de 2010 8 de Março de 2011    | 402                | 3.6                             |
| 82  | 3    | "Sortuda Enfeitiçada" "Lucky Charmed"                                  | 10 de Dezembro de 2010 10 de Março de 2011   | 403                | 3.0                             |
| 83  | 4    | "Viagem ao Centro do Mason" "Journey To The Center of Mason"           | 17 de Dezembro de 2010 15 de Março de 2011   | 404                | 4.4                             |
| 84  | 5    | "Três Maxes e uma Daminha" "Three Maxes and a Little Lady"             | 7 de Janeiro de 2011 17 de Março de 2011     | 405                | 4.0                             |
| 85  | 6    | "A Garotinha do Papai" "Daddy's Little Girl"                           | 21 de Janeiro de 2011 11 de Abril de 2011    | 407                | 3.4                             |
| 86  | 7    | "Tudo é Rosie para o Justin" "Everything's Rosie for Justin"           | 4 de Fevereiro de 2011 31 de Março de 2011   | 406                | 3.9                             |
| 87  | 8    | "Dançando com Anjos" "Dancing with Angels"                             | 11 de Fevereiro de 2011 5 de Abril de 2011   | 408                | 4.5                             |
| 88  | 9    | "Feiticeiros vs. Anjos" "Wizards vs. Angels"                           | 18 de Fevereiro de 2011 7 de Abril de 2011   | 409-410            | 5.1                             |
| 89  | 10   | "De Volta Pro Max" "Back To Max"                                       | 11 de Março de 2011 30 de Abril de 2011      | 411                | 3.7                             |
| 90  | 11   | "Zeke Descobre" "Zeke Finds Out"                                       | 8 de Abril de 2011 6 de Junho de 2011        | 412                | 3.0                             |
| 91  | 12   | "Magia Desmascarada" "Magic Unmasked"                                  | 13 de Maio de 2011 13 de Junho de 2011       | 413                | 2.7                             |
| 92  | 13   | "Conheça os Lobisomens" "Meet the Werewolves"                          | 17 de Junho de 2011 20 de Junho de 2011      | 415                | 4.1                             |
| 93  | 14   | "Domador de Fera" "Beast Tamer"                                        | 24 de Junho de 2011 27 de Junho de 2011      | 416                | 4.0                             |
| 94  | 15   | "Feiticeiro do Ano" "Wizard of the Year"                               | 8 de Julho de 2011 8 de Agosto de 2011       | 417                | 3.6                             |
| 95  | 16   | "Má Sorte na Praia" "Misfortune in the Beach"                          | 24 de Julho de 2011 15 de Agosto de 2011     | 420                | 3.5                             |
| 96  | 17   | "Feiticeiros vs. Asteróide" "Wizards vs. Asteroid"                     | 19 de Agosto de 2011 22 de Agosto de 2011    | 418                | 3.6                             |
| 97  | 18   | "Justin Está de Volta" "Justin's Back In"                              | 26 de Agosto de 2011 29 de Agosto de 2011    | 419                | 3.2                             |
| 98  | 19   | "Alex, a Mestre das Marionetes" "Alex the Puppetmaster"                | 16 de Setembro de 2011 3 de Outubro de 2011  | 421                | 2.9                             |
| 99  | 20   | "Minhas Duas Harpers" "My Two Harpers"                                 | 30 de Setembro de 2011 31 de Outubro de 2011 | 422                | 3.0                             |
| 100 | 21   | "Feiticeiras do Apartamento 13B" "Wizards of Apt. 13B"                 | 7 de Outubro de 2011 10 de Outubro de 2011   | 423                | 3.5                             |
| 101 | 22   | "Companheira de Quarto Fantasma" "Ghost Roommate"                      | 14 de Outubro de 2011 17 de Outubro de 2011  | 424                | 4.1                             |
| 102 | 23   | "Fique Bem, Zumbizinho" "Get Along, Little Zombie"                     | 21 de Outubro de 2011 24 de Outubro de 2011  | 425                | 3.4                             |
| 103 | 24   | "Feiticeiros vs. Tudo" "Wizards vs. Everything"                        | 28 de Outubro de 2011 30 de Outubro de 2011  | 426                | 3.4                             |
| 104 | 25   | "Agitação Ao Redor do Relógio" "Rock Around the Clock"                 | 4 de Novembro de 2011 14 de Janeiro de 2012  | 414                | 3.8                             |
| 105 | 26   | "Harperela" "Harperella"                                               | 18 de Novembro de 2011 14 de Janeiro de 2012 | 427                | 3.5                             |
| 106 | 27   | "Quem Vai Ser o Feiticeiro da Família" "Who Will Be the Family Wizard" | 6 de janeiro de 2012 15 de janeiro de 2012   | 428-429            | 9.8                             |

## Especiais
| # | Título                                                                     | Estreia EUA         | Estreia Brasil     | Audiências (em milhões) |
| - | -------------------------------------------------------------------------- | ------------------- | ------------------ | ----------------------- |
| 1 | "Os Feiticeiros Retornam: Alex vs Alex" The Wizards Return: Alex vs. Alex" | 15 de Março de 2013 | 9 de Junho de 2013 | 5.9                     |